# 토성공공도서관
토성공공도서관은 대한민국 강원특별자치도 고성군에 있는 공립 도서관이다.

## 연혁
- 2008년 1월 개관.